# Nordnorsk Kunstmuseum

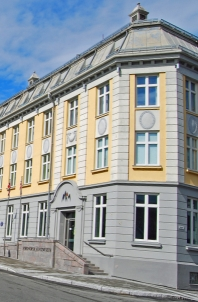
Nordnorsk Kunstmuseum

Nordnorsk Kunstmuseum är ett norskt stiftelseägt konstmuseum i Tromsø i Norge.
Behovet av ett nordnorskt konstmuseum blev utrett av Norsk kulturråd. Bakom initiativet att grunda museet 1985 stod Nordnorsk Kulturråd, Universitetet i Tromsø och Nasjonalmuseet for kunst, arkitektur og design. Nordnorsk Kunstmuseum är Norges yngsta konstmuseum. Det syftar till att ge kunskap om och väcka intresse för bildkonst och konsthantverk i Nordnorge. 
År 2002 flyttade museet från Tromsø Kunstforenings lokaler vid Muségata till en fastighet i hörnet Sjøgata/Kirkegate vid Prostneset, med fasad mot Roald Amundsens plass. Denna byggnad uppfördes 1915 och ritade av arkitekten Søren Wiese Opsahl som post- och telegrafkontor. Mellan 1976 och 1996 inhyste den en polisstation.
I Nordnorsk Kunstmuseums fasta utställning visas i museets andra våning och presenterar konst från början av 1800-tallet fram till idag, med konstnärer som Peder Balke, Eilert Adelsteen Normann och Olav Christopher Jenssen. Den fasta utställningen består av verk från museets egen samling och deponerade verk från Nasjonalmuseet, SpareBank 1 Nord-Norges kunststiftelse, Sparebankstiftelsen DNB NOR och Tromsø Kunstforening.
Nordnorsk Kunstmuseum har ansvar för hela den nordliga delen av Norge. Det producerar två-tre utställningar per år som turnerar i de tre nordligaste fylkena och i Svalbard. Nordnorsk Kunstmuseum har sedan februari 2015 en filial i Longyearbyen, Kunsthall Svalbard.

## Fotogalleri

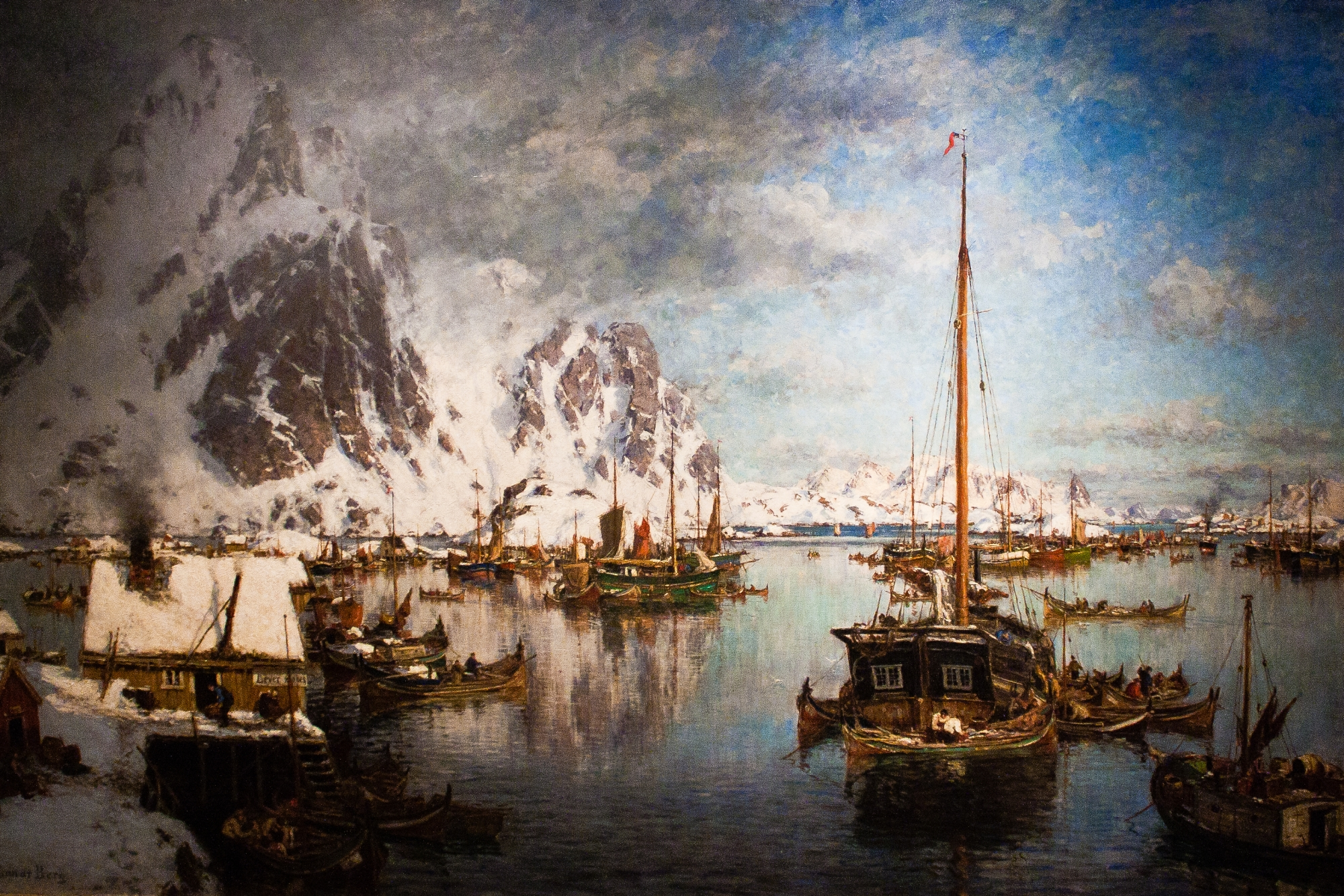
Gunnar Bergs Svolvær
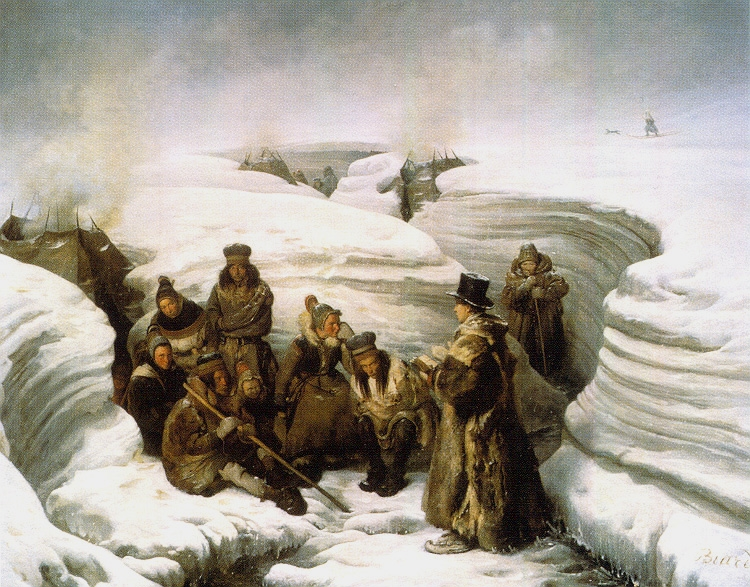
François-Auguste Biards Lars Levi Læstadius preker for samene
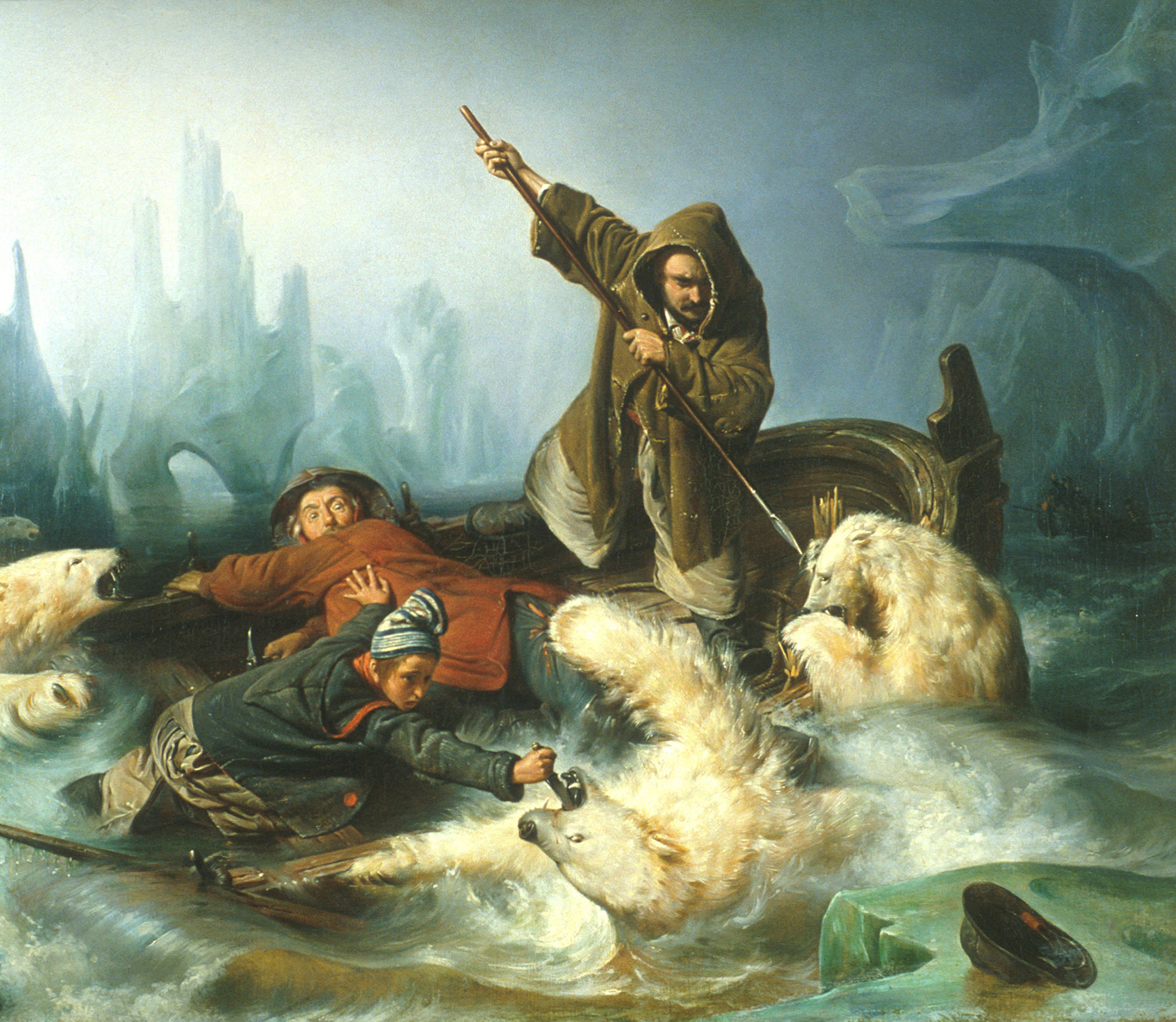
François-Auguste Biards Kamp med isbjørner
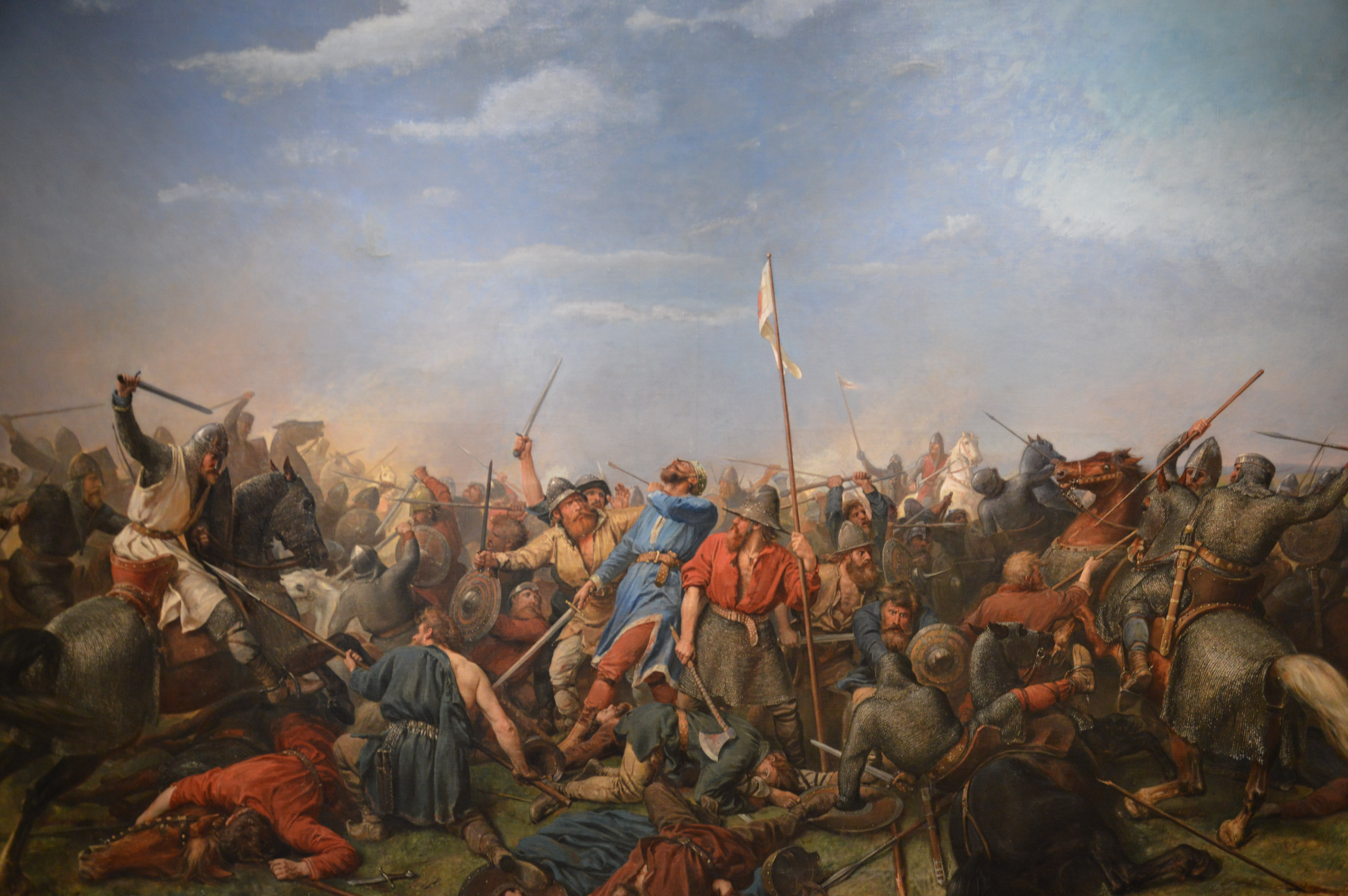
Peter Nicolai Arbos Slaget vid Stamfordbron, 1870
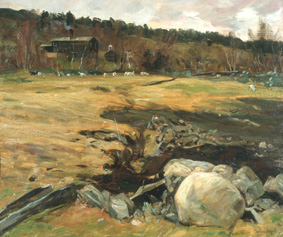
Gustav Wentzels Høstlandskap
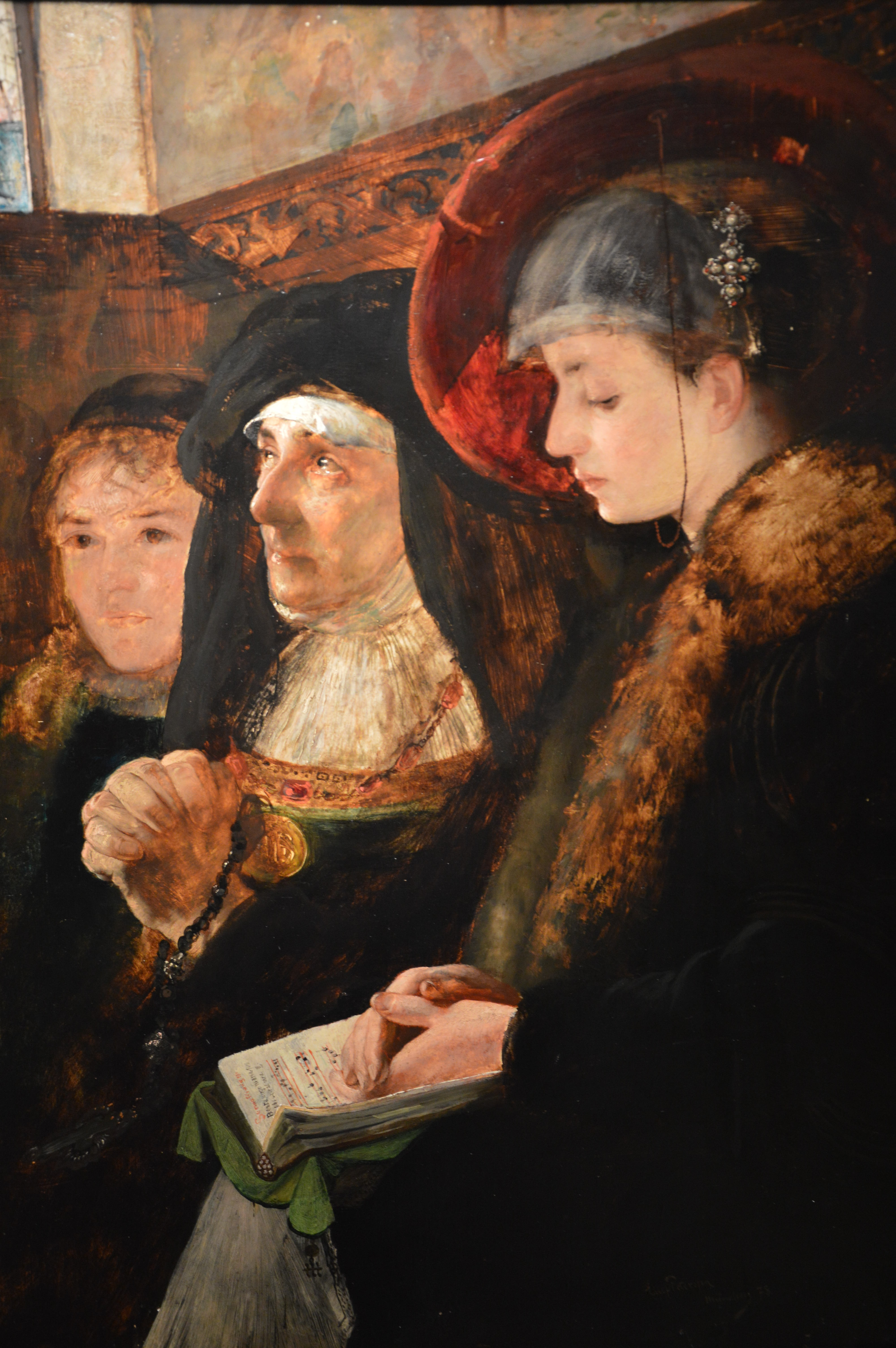
Eilif Peterssens I kyrkan
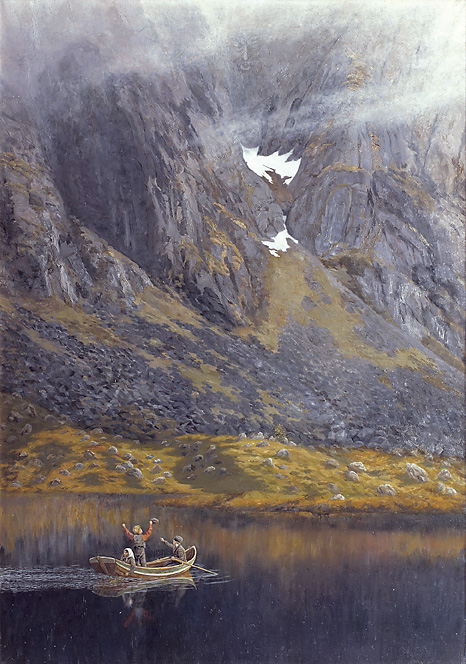
Theodor Kittelsens Ekko, 1888
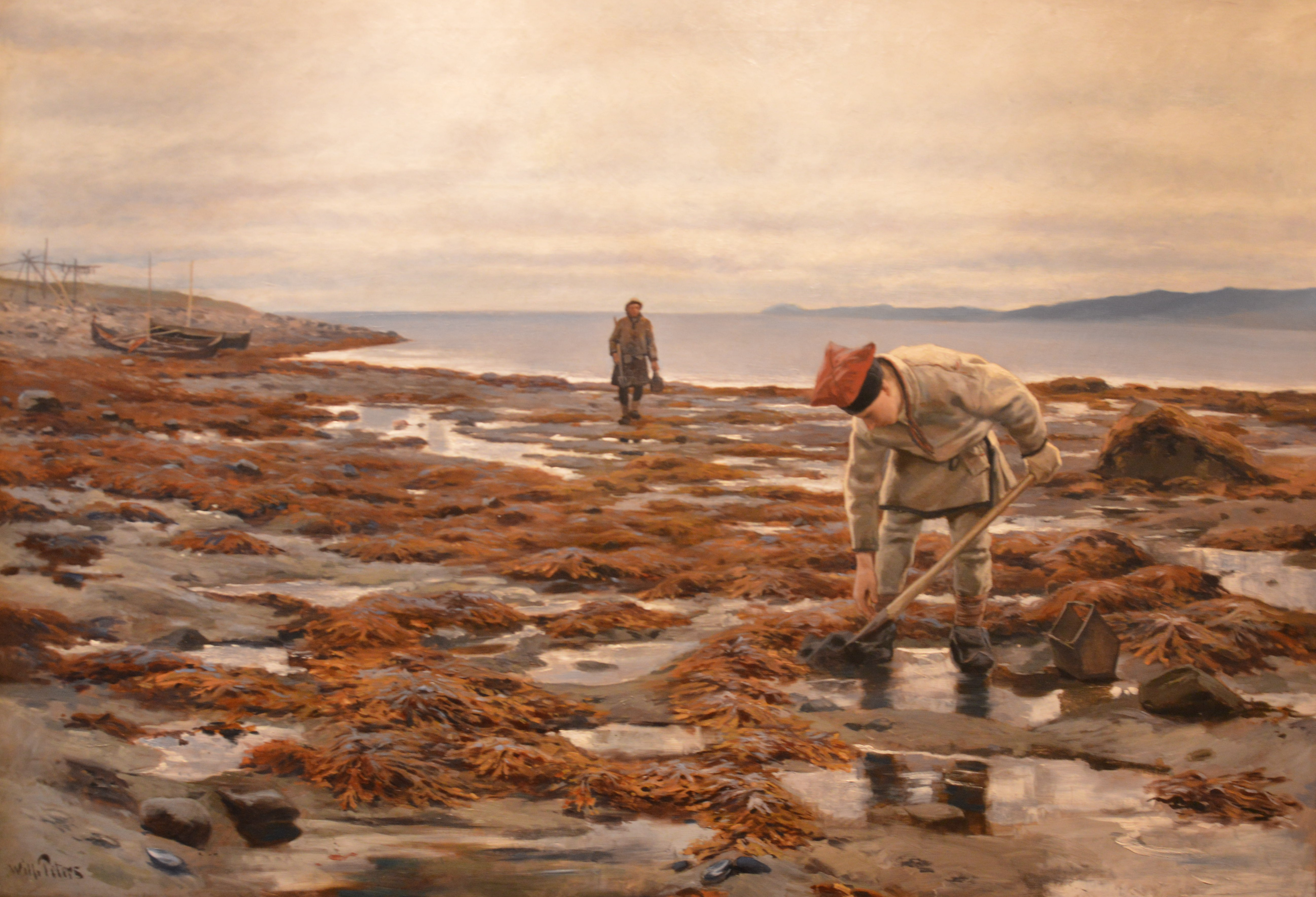
Wilhelm Peters Gräva efter mask